# Henotesia narcissus
Henotesia narcissus är en fjärilsart som beskrevs av Johan Christian Fabricius 1798. Henotesia narcissus ingår i släktet Henotesia och familjen praktfjärilar. Inga underarter finns listade i Catalogue of Life.